# Chaudeau
Pour l’article homonyme, voir Espace Chaudeau.
Ne doit pas être confondu avec Chaudeau de Bois-d'Haine.

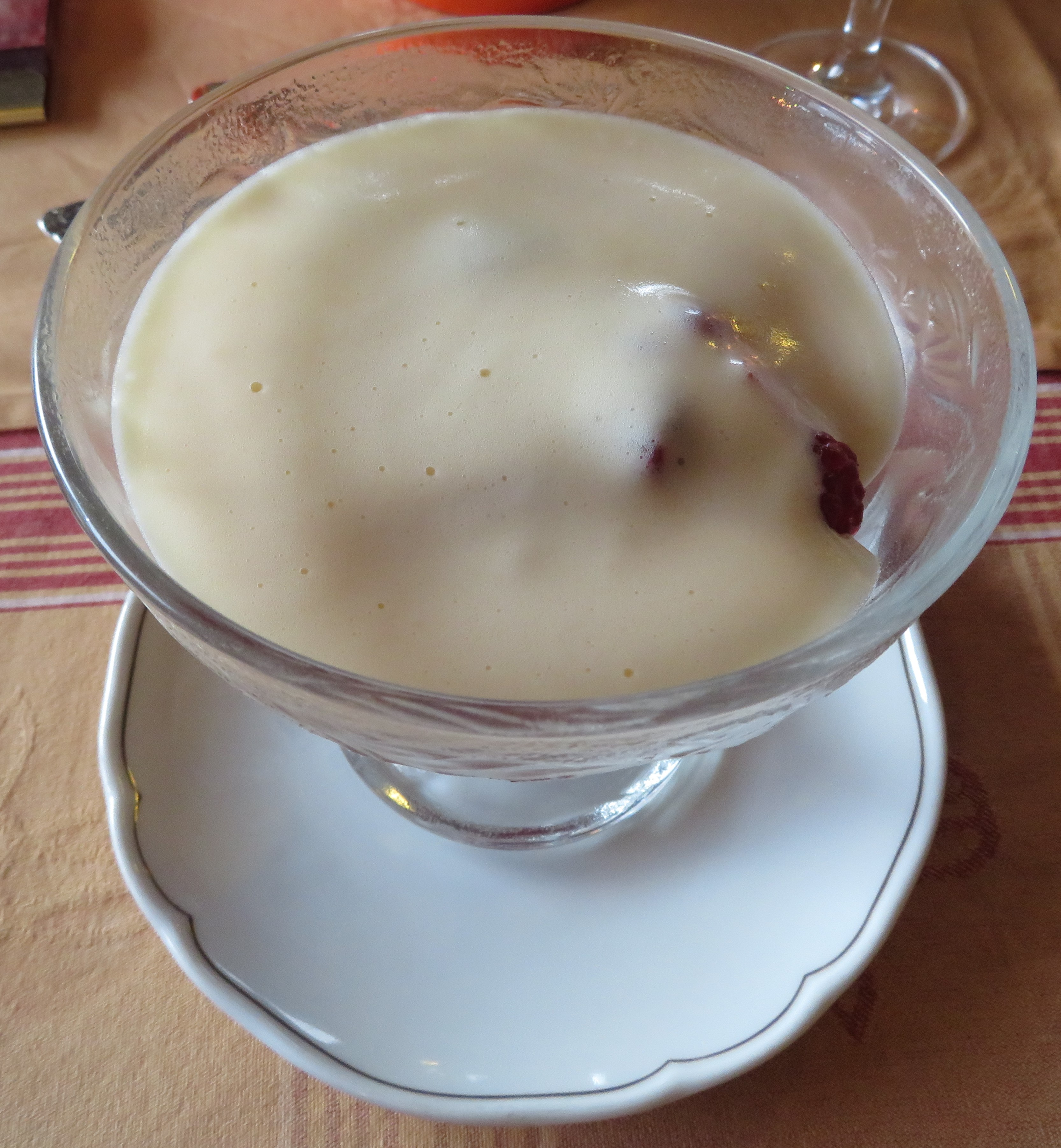
Chaudeau

Le chaudeau ou le chodo (spécialité de la Guadeloupe) est une sorte de lait de poule à l'antillaise. C'est un mélange d'œuf, de lait, de vanille, de citron vert, de muscade.
Le chaudeau est servi lors des mariages, des communions et des baptêmes. Il est accompagné d'un gâteau : pain doux, gâteau fouetté ou le mont-blanc.
Traditionnellement, par croyance (certains pensent que c'est signe de ratage), il ne faut pas, par exemple, avoir d'autres préparations sur le feu. Il ne faut pas non plus que la femme qui le prépare soit menstruée.
Il est servi tiède ou bien chaud.
En Belgique, le chaudeau est aussi un lait de poule non alcoolisé préparé et servi uniquement lors de deux très anciennes fêtes folkloriques de la province de Hainaut : le Chaudeau de Wespes et le Chaudeau de Bois-d'Haine.